# 13045 Vermandere
13045 Vermandere (tên chỉ định: 1990 QP8) là một tiểu hành tinh vành đai chính. Nó được phát hiện bởi Eric Walter Elst ở Đài thiên văn La Silla ở Chile ngày 16 tháng 8 năm 1990. Nó được đặt theo tên Willem Vermandere, a Flemish folk singer.